# Крапиль, Борис Адольфович
Бори́с Адо́льфович Кра́пиль (12 июня 1925, Томск — 27 мая 2007, Москва) — международный шахматный арбитр, многолетний председатель коллегии судей Российской шахматной федерации.

## Биография
Родился 12 июня 1925 года в Томске. В возрасте 5 лет переехал с матерью в Москву.
В школе увлекся шахматами, а первые азы постигал в московском Дворце пионеров в переулке Стопани. Занимался вместе с известными шахматистами — гроссмейстером Юрием Авербахом, гроссмейстером ИКЧФ Яковом Эстриным и шахматным обозревателем Виктором Хенкиным.
Участник Великой Отечественной войны: в 1942 г., едва окончив школу, ушел на фронт. Воевал на Волховском, Ленинградском, 2-м Белорусском фронтах. Под Нарвой был ранен. Окончил войну младшим сержантом.
После войны окончил МЮИ, был направлен по распределению преподавателем в Куйбышеве. Позднее получил экономическое образование (МИИТ). С 1964 г. до ухода на пенсию в 1986 г. работал в Техническом управлении Министерства тракторного и сельскохозяйственного машиностроения СССР — начальником экономического отдела, потом заместителем начальника Управления. Получил звание Заслуженный экономист РСФСР. В 1990-е годы был вынужден продолжить работу по первому образованию: помогал в регистрации различных организаций, работал в благотворительном фонде Доркас.
Но с шахматами не расставался всю жизнь. Арбитр международной категории. Судил многие соревнования, наиболее значительные из них: четыре Всемирные Олимпиады (один из немногих, кто судил обе Московские олимпиады 1956 и 1994 гг.), чемпионаты СССР, полуфинальный матч претендентов между Т.Петросяном и В.Корчным. Часто работал на Мемориалах Чигорина в Сочи и Шахматных фестивалях в Юрмале. Одним из первых получил звание Почётный судья по шахматам (1978)
Возглавлял судейскую коллегию РСФСР, а позднее — России, в общей сложности более 40 лет (с 1950-х до 1990-х). Три года был ответственным секретарём Российской шахматной федерации.
Являлся доверенным лицом в России управляющего финляндской миссии «Авайнсанома» («Ключ жизни»).
Похоронен на Кунцевском кладбище в Москве.

## Ссылка
- Два юбилея